# Hugh Foley
Hugh Miller Foley (ur. 3 marca 1944 w Seattle, zm. 9 listopada 2016 w Eugene) – amerykański wioślarz, złoty medalista igrzysk olimpijskich.

## Kariera
Wystąpił na igrzyskach olimpijskich w Tokio w 1964, gdzie osada USA w składzie: Joseph Amlong, Thomas Amlong, Boyce Budd, Emory Clark, Stanley Cwiklinski, Hugh Foley, Bill Knecht, William Stowe i Róbert Zimonyi (sternik) zdobyła złoty medal w ósemkach. W wyścigu finałowym o 5,06 sekundy wyprzedzili osadę Wspólnej Reprezentacji Niemiec i 6,88 sekundy osadę Czechosłowacji. Był to jego jedyny start olimpijski.
W tej samej konkurencji zdobył brązowy medal na mistrzostwach Europy w Duisburgu (1965). Na rozgrywanych dwa lata później mistrzostwach Europy w Vichy (1967) zajął trzecie miejsce w czwórkach bez sternika.
Ponadto zdobył złoty medal w czwórkach ze sternikiem na igrzyskach panamerykańskich Winnipeg (1967).
Kształcił się na Loyola Marymount University, a następnie La Salle University, uzyskując dyplom z księgowości. Po zakończeniu kariery sportowej pracował jako księgowy.